# 早稲田大学お笑い工房LUDO
早稲田大学お笑い工房LUDO（わせだだいがくおわらいこうぼうルード）は、早稲田大学のお笑いサークル。
1998年に、どんぐり兄弟（現・松竹芸能）の2人を中心として設立された。当時の早稲田大学には寄席演芸研究会とWAGEという二つのお笑いサークルがあったが、「WAGEの垢抜けた都会的な雰囲気に馴染めなかった人たちで作られた」とどんぐり兄弟に語られている。2001年にWAGEがプロデビューし校内からサークルとしてのWAGEが消滅したため、LUDOが拡大していったのではないかと岩崎う大（かもめんたる）は語る。インカレサークルであり、早稲田大学の学生以外も入ることが可能である。
大学お笑いサークルの団体戦「NOROSHI」では史上最多の3回の優勝を果たしている（2015年、2017年、2024年）。

## 著名な出身者

### OB・OG
- どんぐり兄弟:1期
- 兵庫祐樹（元エレファンツ）[4]
- 永井塁（元アビリティモンキー）:9期
- ひょっこりはん[5][1]:10期
- 岡部大（ハナコ）[5][1]:11期
- 寺田ランデヴー（インザパーク）:12期
- Gパンパンダ[5][1]:13期
- 辻歩（Abemaアナウンサー）:13期
- バリカタ友情飯:13期
- モシモシ:13・14・15期
- 大島育宙（XXCLUB）[6] :14期 -  明治大学お笑いサークル木曜会Zとの掛け持ち[7]。
- カニササレアヤコ[5]:14期
- アンゴラ村長（にゃんこスター）[5][6][1]:15期
- サーフボードストレッチ:15期
- ラパルフェ[1]:15期
- 櫻井（シノブ）:16期
- ムニエル（元ゼンモンキー）[8][1]:17期
- やまじ（元ゴヤ）[1]:17期
- Bりょう（元ゴヤ）[1]:17期
- リンドバーグ:18期
- 内藤孔佑（ツンツクツン万博）:18期 - 途中退部[9]
- 青御膳:20期
- 長瀬萌々子（NHKアナウンサー）:20期
- 吉田サブ:20期
- 瑞香理保:21期
- 友田オレ[10]:22期
- 惹女香花[11]:22期
- 破壊ありがとう[12]:22期
- 照山おうちごはん[13] :22期 - 明治大学お笑いサークル木曜会Zとの掛け持ち。
- ナユタ[14]:23期
- ストロングブルジュニア:23期

### 在籍者
- あなたとネ:24期
- 偽ビートルズ:27期
- 渡邉楽（19秒芝生舐め）:27期